# Luiz Mancilha Vilela
Luiz Mancilha Vilela SSCC (* 6. Mai 1942 in Pouso Alto, Minas Gerais; † 23. August 2022 in Vitória, Espírito Santo) war ein brasilianischer Ordensgeistlicher und römisch-katholischer Erzbischof von Vitória.

## Leben
Luiz Mancilha Vilela besuchte die Grundschule am Seminar Cristo Rei in Ferraz de Vasconcelos und die Oberschule am Colégio Regina Pacis. Er trat der Ordensgemeinschaft der Arnsteiner Patres bei und studierte Philosophie am Instituto Sagrados Corações in Pindamonhangaba und Theologie an der Päpstlichen Universität von Minas Gerais in Belo Horizonte. Er studierte zudem die «Theologie des Ordenslebens» und absolvierte eine Ausbildung für Ausbilder des Ordens- und Priesterlebens. Am 21. Dezember 1968 empfing er in Belo Horizonte von Kardinal Serafím Fernandes de Araújo die Priesterweihe.
Nach seiner Priesterweihe war Mancilha Koordinator der Berufungspastoral in der Provinz der Kongregation von den Heiligsten Herzen (SSCC), Provinzrat und Oberer des Seminars von den Heiligsten Herzen in Pindamonhangaba. Er war auch Schatzmeister der Kirche St. Antonius in Santo Antônio do Pinhal. 1981 übernahm er das Amt des Provinzoberen der Kongregation von den Heiligsten Herzen Jesu und Mariens; 185 erfolgte seine Wiederwahl.
Papst Johannes Paul II. ernannte ihn am 3. Februar 1985 zum Bischof von Cachoeiro de Itapemirim. Der Erzbischof von Belo Horizonte, Serafím Fernandes de Araújo, spendete ihm am 22. Februar des nächsten Jahres die Bischofsweihe; Mitkonsekratoren waren Luís Gonzaga Peluso, Altbischof von Cachoeiro do Itapemirim, und Silvestre Luís Scandián SVD, Erzbischof von Vitória. Als Wahlspruch wählte er Ut Pastor Pascet (Jes. 40, 11).
In Cachoeiro de Itapemirim setzten sich die Ordensleute für die Förderung der Kommunikation in der Presse ein, indem sie einen Radiosender erwarben und in die Ausbildung von Priestern investierten.
Am 3. Februar 2002 wurde er zum Koadjutorerzbischof von Vitória ernannt. Mit dem Rücktritt Silvestre Luís Scandiáns SVD am 14. April 2004 folgte er ihm als Erzbischof von Vitória nach. In Vitória setzte er sich für die Wiedererlangung des Eigentums an Radio FM ein und gründete ein Dokumentationszentrum, um die Geschichte nicht nur der Kirche, sondern auch des Staates zu retten und vor allem eine transparente und kontinuierliche Kommunikation mit der lokalen Presse aufzubauen.
Am 7. November 2018 nahm Papst Franziskus das von Luiz Mancilha Vilela aus Altersgründen vorgebrachte Rücktrittsgesuch an.
Luiz Mancilha Vilela starb am 23. August 2022 im Alter von 80 Jahren in Vitória im Bundesstaat Espírito Santo. Bereits am 9. Juli 2022 wurde er aufgrund Diabetes und an Leberkomplikationen in das örtliche Krankenhaus eingeliefert.